# Rainer Würdig
Rainer Würdig (* 18. April 1947 in Holzdorf (Jessen)) ist ein ehemaliger deutscher Handballspieler.
Der 1,82 Meter große Würdig spielte für den SC Dynamo Berlin.
Im Aufgebot der Männer-Handballnationalmannschaft der DDR erzielte Rainer Würdig bei Olympia 1972 in zwei Spielen für die Mannschaft der DDR zwei Tore.

## Weblink
- Rainer Würdig in der Datenbank von Olympedia.org (englisch)

| Personendaten    | Personendaten                              |
| ---------------- | ------------------------------------------ |
| NAME             | Würdig, Rainer                             |
| KURZBESCHREIBUNG | deutscher Handballspieler, Handballtrainer |
| GEBURTSDATUM     | 18. April 1947                             |
| GEBURTSORT       | Holzdorf (Jessen)                          |